# Инъмкло
Ѝнъмкло̀ (на английски: Enumclaw) е град в окръг Кинг, щата Вашингтон, САЩ. Инъмкло е с население от 11 116 жители (2000) и обща площ от 10,1 km². Намира се на 232 m надморска височина. ЗИП кодът му е 98022, а телефонният му код е 360.